# Miss Belgique 2007
Miss Belgique 2007, 76e élection de Miss Belgique, s'est déroulée le 19 décembre 2006.
Le concours a été présenté en néerlandais par Francesca Vanthielen et en français par Jean-Michel Zecca. Il a été diffusé sur RTL-TVI en Wallonie et sur VTM en Flandre .
La gagnante, Annelien Coorevits, succède à Virginie Claes, Miss Belgique 2006.
Aucune candidate de la province de Namur n'a été présente à la cérémonie.

## Classement final
| Titre                                                                                         | Candidates                                                         |
| --------------------------------------------------------------------------------------------- | ------------------------------------------------------------------ |
| Miss Belgique 2007 - Non classée à Miss Univers 2007                                          | - Flandre occidentale - Annelien Coorevits                         |
| 1re dauphine - Non classée à Miss Monde 2007 - Non classée à Miss International Tourisme 2007 | - Bruxelles - Halima Chehaïma                                      |
| 2e dauphine                                                                                   | - Flandre orientale - Elise Van den Branden                        |
| Top 5                                                                                         | - Flandre orientale - Farah Pincé - Brabant wallon - Audrey Henrot |

## Candidates
| Titre régional                         | Nom                   | Âge    | Domicile                | Élue le                       |
| -------------------------------------- | --------------------- | ------ | ----------------------- | ----------------------------- |
| 1re dauphine de Miss Luxembourg        | Aurore Lejeune        | 19 ans | Izel                    | 26 août 2006 à Libramont      |
| Crown Card de Miss Anvers              | Lotte Van Hoof        | 18 ans | Olen                    | 23 septembre 2006 à Anvers    |
| 2e dauphine de Miss Bruxelles          | Florina Luka          | 19 ans | Bruxelles               | 23 septembre 2006 à Bruxelles |
| Miss Flandre orientale                 | Elise Van den Branden | 20 ans | Saint-Nicolas           | 1er septembre 2006 à Zottegem |
| Miss Hainaut                           | Fanny Jandrain        | 21 ans | Gerpinnes               | 11 septembre 2006 à Enghien   |
| 1re dauphine de Miss Flandre orientale | Farah Pincé           | 20 ans | Gand                    | 1er septembre 2006 à Zottegem |
| 2e dauphine de Miss Hainaut            | Céline Meersman       | 21 ans | Chapelle-lez-Herlaimont | 11 septembre 2006 à Enghien   |
| Miss Limbourg                          | Sanne Thonnard        | 20 ans | Bocholt                 | 16 septembre 2006 à Genk      |
| 1re dauphine de Miss Bruxelles         | Nathalie Urbanczyk    | 20 ans | Berchem-Sainte-Agathe   | 23 septembre 2006 à Bruxelles |
| 2e dauphine de Miss Flandre orientale  | Joni Dewitte          | 22 ans | Deinze                  | 1er septembre 2006 à Zottegem |
| Crown Card de Miss Liège               | Magali Baar           | 22 ans | Spa                     | 8 septembre 2006 à Spa        |
| Miss Anvers                            | Inge Praat            | 18 ans | Deurne                  | 23 septembre 2006 à Anvers    |
| Miss Liège                             | Céline Degives        | 20 ans | Andrimont               | 8 septembre 2006 à Spa        |
| Miss Brabant flamand                   | Yasmine De Borger     | 19 ans | Zemst                   |                               |
| Crown Card de Miss Bruxelles           | Jessica Tonnoir       | 20 ans | Ganshoren               | 23 septembre 2006 à Bruxelles |
| Miss Flandre occidentale               | Annelien Coorevits    | 20 ans | Wijtschate              |                               |
| Miss Brabant wallon                    | Audrey Henrot         | 20 ans | Incourt                 | 3 septembre 2006 à Genval     |
| Miss Bruxelles                         | Halima Chehaïma       | 18 ans | Molenbeek               | 23 septembre 2006 à Bruxelles |
| Miss Luxembourg                        | Céline Chariot        | 22 ans | Barvaux-sur-Ourthe      | 26 août 2006 à Libramont      |
| Crown Card de Miss Flandre occidentale | Kimberley Depraetere  | 21 ans | Harelbeke               |                               |

## Déroulement de la cérémonie

### Jury
| Membre | Membre             | Notes                                                 |
| ------ | ------------------ | ----------------------------------------------------- |
|        | Laurence Borremans | Miss Belgique 1996.                                   |
|        | Michel De Maegd    | Présentation du journal télévisée de 13h sur RTL-TVI. |
|        | Goedele Liekens    | Miss Belgique 1986.                                   |
|        | Kürt Rogier        | Animateur de télévision sur VTM.                      |
|        | Daniel De Dave     | Photographe.                                          |
|        | Darline Devos      | Présidente du comité Miss Belgique.                   |

### Prix attribués
| Prix                                | Nom                                       |
| ----------------------------------- | ----------------------------------------- |
| Miss Sympathie                      | Bruxelles - Jessica Tonnoir               |
| Candidate miss la plus intelligente | Flandre orientale - Elise Van den Branden |

## Observations